# Sibia casquée
Heterophasia capistrata
Espèce
Statut de conservation UICN

 LC  : Préoccupation mineure
La Sibia casquée (Heterophasia capistrata) est une espèce de passereaux de la famille des Leiothrichidae.

## Description
Son plumage roux, sa tête noire et ses rémiges bleutées sont les traits immédiatement identifiables de cet oiseau au chant mélodieux.

## Répartition et habitat
Il vit dans les forêts tempérées de basse et moyenne altitude de l'Himalaya.

## Sous-espèces
- H. capistrata capistrata (Vigors, 1831) : ouest de l'Himalaya ;
- H. capistrata nigriceps (Hodgson, 1839) : au Népal ;
- H. capistrata bayleyi (Kinneaar, 1939) : est de l'Himalaya.